# Gastón Machín
Gastón Machín (*Del Viso, Província de Buenos Aires, Argentina, 23 de fevereiro de 1983), É um jogador de futebol argentino. Joga de meio-campista e joga atualmente pelo Club Atlético Huracán da Primeira Divisão Argentina.

## Trajetória
Machín provém do Argentinos Juniors, onde começo a jogar aos 8 anos de idade. Este também é o clube pelo qual fez sua estreia no futebol profissional no dia 10 de março de 2002 na partida em que sua equipe perdeu para Estudiantes de La Plata por 2 a 1. Demostrando seu potencial, se consolida como titular e permanece nesse equipe por muitos anos. 
No final de 2005 o Independiente adquiriu todo o seu passe por uma quantia que beirava 1 milhão de dólares.
Em julho de 2008 é concedido o seu empréstimo por um ano para a equipe do Newell´s Old Boys, com a opção de compra.
Em março de 2009, se desvincula do Newell's e volta para o Independiente, dono do seu passe.
Em janeiro de 2010, seu contrato termina e ele fica com o seu passe livre e acaba se transferindo para o Huracán.

## Clubes
| Clube                                  | País      | Ano        |
| -------------------------------------- | --------- | ---------- |
| Asociación Atlética Argentinos Juniors | Argentina | 2002-2005  |
| Club Atlético Independiente            | Argentina | 2006-2008  |
| Club Atlético Newell's Old Boys        | Argentina | 2008- 2009 |
| Club Atlético Independiente            | Argentina | 2009       |
| Club Atlético Huracán                  | Argentina | 2010       |